# Де Шез
Де Шез (фр. Deux-Chaises) насеље је и општина у централној Француској у региону Оверња, у департману Алије која припада префектури Мулен.
По подацима из 2011. године у општини је живело 410 становника, а густина насељености је износила 10,0 становника/km². Општина се простире на површини од 41,01 km². Налази се на средњој надморској висини од 503 метара (максималној 499 m, а минималној 375 m).

## Демографија
| 1962. | 1968. | 1975. | 1982. | 1990. | 1999. | 2011. |
| ----- | ----- | ----- | ----- | ----- | ----- | ----- |
| 592   | 664   | 537   | 501   | 438   | 414   | 410   |

График промене броја становника у току последњих година